# 育空河
育空河（英語：Yukon River）是北美洲主要的水系之一，發源於加拿大的育空地區（而育空地區即以發源於該地區的育空河來命名）。育空河長3,700公里，並由發源地向北流於育空－庫斯科奎姆沖積扇（Yukon-Kuskokwim Delta）注入白令海，有超過一半的河道位於美國阿拉斯加州的境內，而其他的部份則大都位於育空地區，英屬哥倫比亞也佔了一小部份。
育空河平均流速為6,430立方公尺/秒，流域面積為832,700平方公里，其中323,800平方公里位在加拿大境內，超過德州或亞伯達省面積的25%。育空河是阿拉斯加州或育空地區最長的河流，所以它也是1896年至1903年間的克朗代克淘金潮主要的運輸途徑，而河輪直到1950年代還繼續往返於育空河上，後來才被克朗代克高速公路所取代。
育空河在哥威迅語（Gwich'in）中意為「大河」。育空河上游河道原先的名稱是劉易斯河（Lewes River），這段河道從馬歇爾湖開始，並在些吉港（Fort Selkirk）與佩利河（Pelly River）合流。

## 流域

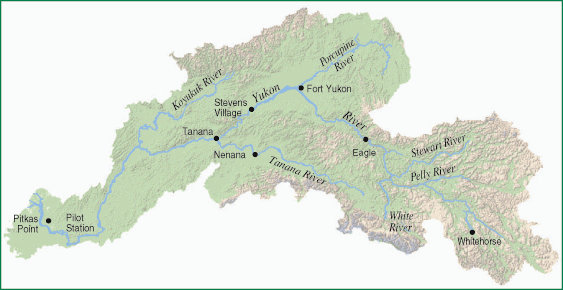
育空河流域的地圖

育空河的源頭公認是在英屬哥倫比亞阿特林湖（Atlin Lake）南端的利維爾恩冰河。有些人則認為位在科里克特路徑（Chilkoot Trail）北端的林德曼湖才是育空河的源頭。阿特林湖最後經由阿特林河注入塔吉胥湖（Tagish Lake），而林德曼湖則流入班奈特湖（Bennett Lake）。塔吉胥湖的水則經由塔吉胥河流入馬歇湖（Marsh Lake）。所以育空河的開端應該是在馬歇湖的北端，大約在白馬市 (加拿大)的南方。有些人則爭論說育空河的源頭其實是塔斯林湖（Teslin Lake）與塔斯林河（Teslin River），它們在抵達育空地區時的水勢比其他支流都要大。育空河流域的北緣被認定是在劉易斯河（Lewes River）。育空河在白馬市的北方流入拉巴基湖（Laberge Lake）。其他屬於育空河流域的大湖則包括Kusawa湖（流入塔克希尼河）及庫魯涅湖（Kluane Lake，流入白河）。
育空河在育空地區流過白馬市、喀馬克斯（Carmacks）及道森市，在阿拉斯加州則通過老鷹城、瑟科（Circle）、育空港、史蒂文斯鎮、塔納納（Tanana）、（Ruby）、加利納（Galena）、奴拉托（Nulato）、格雷陵（Grayling）、荷里克羅斯（Holy Cross）、俄羅斯教區（Russian Mission）、馬歇爾（Marshall）、領港站（Pilot Station）、聖瑪麗（St. Mary's）及Mountain Village等地。育空河通過Mountain Village後就分成許多河道散佈在沖積扇上。

## 污染

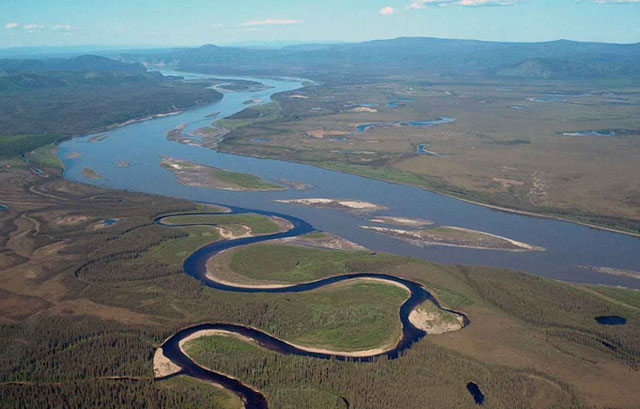
從飛機上鳥瞰育空河流域

育空河曾經被挖掘金礦、軍事建設、掩埋場及廢水所汙染，不過美國國家環境保護局並未將育空河列入遭受污染的河川名單中。而美國地質調查局的相關資料則顯示育空河的濁度、金屬含量及溶氧量都位在一個相對優良的階段。
由64個加拿大及美國的第一民族及印地安人部落所組成育空河部落流域議會，努力讓育空河流域的水可以再度為人類安全地飲用。

## 地理及生態
育空河流域的一些分水嶺被黑雲杉（Picea mariana）所覆蓋，牠們分布在靠近蘇華德半島（Seward Peninsula）的地區，這也是幾乎是黑雲杉分布地區的最西端。黑雲杉也是北美洲分布最廣泛的松柏植物之一。

## 外部連結
- Canadian Council for Geographic Education page with a series of articles on the history of the Yukon River
- The Yukon River Bridge at Dawson City
- [永久] "Experience Alaska's Yukon River & the Nowitna National Wildlife Refuge" at "Yukon River Lodge" （页面存档备份，存于）
- Yukon River Inter-Tribal Watershed Council （页面存档备份，存于）

63°N 164°W / 63°N 164°W